# 開普敦馬刺足球俱樂部
開普敦馬刺足球俱樂部（Cape Town Spurs FC），前稱开普敦阿贾克斯足球俱乐部（Ajax Cape Town FC），是南非开普敦的一个足球俱乐部。该队成立于1999年，由七星队与开普敦马刺队合并而来。该队现参加南非足球超级联赛。这家俱乐部是南非第二大城市开普敦的一家俱乐部。南非足球历史上最出色的前锋本尼·麦卡锡就是出道于这家俱乐部，麦卡锡也是穆里尼奥率领波尔图夺得欧冠冠军的第一前锋。阿贾克斯开普敦俱乐部的历史甚至比不上很多中超俱乐部，1999年，荷兰阿贾克斯收购了开普敦51%的股份，正式成为大股东，西开普敦俱乐部才宣布成立。荷兰人的到来，除了改变了球队的名称和队标之外，还带来了阿贾克斯闻名于世的青训体系。在10多年的时间里，多位荷兰著名的青年队教练在这里工作过，他们带来了独特的训练理念，并为俱乐部建立起了完善的梯队阵容，在这支俱乐部的奖杯墙上，大部分是青年队获得的奖杯。2020年阿積士宣佈因重組球會狀況，加上阿積士開普敦在近年的成績及發展不似預期，決定結束阿積士的合作關係，開普敦之星獲得對該俱樂部的控制權，隨後球會名稱改回為球會前身的名稱開普敦馬刺（Cape Town Spurs）。